# Ramasha Media Group
Ramasha Media Group (RMG) is een Surinaams mediabedrijf dat radio (Radio Ramasha) en televisie (Ramasha TV) uitzendt.
Ramasha werd in 1999 opgericht door Radj Oedit en is een dochteronderneming van zijn rijstverbouwonderneming Dravin Holding in het district Saramacca.
De zender is gericht op de Hindoestaanse bevolkingsgroep en zendt onder meer uit in het Nederlands, Sranan tongo en Sarnami. Er is een gevarieerde programmering met onder meer entertainment, sport, cultuur, culinaire programma's en Hindoestaanse muziek. Er zijn eigen journalisten die voor regionaal nieuws zorgen. Er is daarnaast nog een Engelstalige radiozender die zich richt op een cultureel divers publiek. Politiek is de omroep gelieerd aan de Nationale Democratische Partij, waarvan ook een programma en de talkshow Bakana Tori wordt uitgezonden.